# Jack Tingle
Robert Jackson "Jack" Tingle (Bedford, Kentucky, 30 de diciembre de 1924-Louisville, Kentucky, 22 de septiembre de 1958) fue un jugador de baloncesto estadounidense que disputó dos temporadas en la BAA. Con 1,93 metros de estatura, jugaba en la posición de alero.

## Trayectoria deportiva

### Universidad
Jugó durante cuatro temporadas con los Wildcats de la Universidad de Kentucky, en las que promedió 8,3 puntos por partido. En todas ellas fue incluido en el mejor quinteto de la Southeastern Conference, siendo junto a Wah Wah Jones y Ralph Beard uno de los tres jugadores (siete en la actualidad) en conseguir dicha hazaña en cualquier deporte para Kentucky. En 1946 se proclamaron campeones del NIT tras derrotar en la final del Madison Square Garden a Rhode Island por 46-45, con 5 puntos de Tingle.

### Profesional
Fue elegido en la decimonovena posición del Draft de la BAA de 1947 por Washington Capitols, donde en su única temporada fue el jugador menos utilizado por su entrenador, Red Auerbach, promediando 2,4 puntos por partido.
Al año siguiente fichó por los Minneapolis Lakers, pero únicamente llegó a disputar dos partidos antes de ser despedido.

## Estadísticas de su carrera en la BBA

### Temporada regular
| Temporada | Edad | Equipo              | Liga | P  | TIT | MIN | TC  | TCA | %TC  | 3P | 3PA | %3P | TL  | TLA | %TL  | R.OF. | R.DEF. | REB | ASIS | ROB | TAP | PER | FP  | PTS |
| 1947-48   | 23   | Washington Capitols | BAA  | 37 |     |     | 1.0 | 3.7 | .263 |    |     |     | 0.5 | 0.9 | .515 |       |        |     | 0.2  |     |     |     | 1.2 | 2.4 |
| 1948-49   | 24   | Minneapolis Lakers  | BAA  | 2  |     |     | 0.5 | 3.0 | .167 |    |     |     | 0.0 | 0.0 |      |       |        |     | 0.5  |     |     |     | 1.0 | 1.0 |
| Total     |      |                     | BAA  | 39 |     |     | 0.9 | 3.7 | .259 |    |     |     | 0.4 | 0.8 | .515 |       |        |     | 0.2  |     |     |     | 1.2 | 2.3 |